# إنريكيه إغليسياس
إنريكي إغليسياس (بالإسبانية: Enrique Iglesias) (8 مايو 1975 في مدريد) هو مغني وملحن موسيقى تصويرية إسباني ولد في 8 مايو عام 1975 في مدينة مدريد، ويعتبر من أشهر فناني البوب وأر أند بي في إسبانيا بدأ مساره الفني عام 1995، وهو النجل الأصغر للمغني خوليو إغليسياس.

## حياته
ولد إنريكي في مدينة مدريد وهو الطفل الثالث للمغني خوليو إجلسياس، وأَمه هي إيزابل برييسلر الفليبية الإسبانية وكانت تعمل كصحفية. وبالرغم من أن أمه فلبينية الأصل إلا أنه لا يتكلم اللغة التاغالوغية. في 1986م تم اختطاف جدهم (د. خوليو إجلسياس بوغا) من قبل عصابة إيتا ومن أجل الحرص على سلامتهم تم إرسال إنريكي وأخيه (خوليو إجلسياس الابن) إلى ميامي، الولايات المتحدة الأمريكية. وقد عاش أيضاً لمدة سنة في مدينة بلغراد مع أمه، وانفصل والدا إنريكي في عام 1979م. وذهب لاحقاً لكي يدرس إدارة الأعمال في جامعة ميامي.
لم يرد إنريكي أن يعرف والده عن خططه للحصول على مهنة موسيقية ولم يرد اسم عائلته الشهيرة أن يساعده في إطلاق مسيرته. فاقترض المال من مربية عائلته وسجل شريط كاسيت التجريبي الذي يتألف من أغنية إسبانية وإثنين من الأغاني الإنجليزية. وبمساعدة وكيل والده السابق (فرنان مارتينيز) تمكنا من ترويج الأغاني تحت اسم (إنريكي مارتينيز) على أساس أنه مغني غير معروف من غواتيمالا. ووقع إيغليسياس مع شركة Fonovisa المكسيكية. وبعد تركه الكلية سافر إلى تورنتو لتسجيل ألبومه الأول.

## مسيرته الفنية
- في عام 1995م وضع إنريكي قدمه على أول درجات سلم النجاح وذلك في 12 يوليو عام 1995م عندما أطلق أول ألبوماته والذي أُطلق عليه اسمه إنريكيه إغليسياس، وقد كانت جميع أغاني الألبوم بالإسبانية وباع الألبوم أكثر من نصف مليون نسخة في أول أسبوع وهو إنجاز كبير سجل باسم إنريكي حيث أنه كان أول ألبوم بلغة غير الإنجليزية يحقق هذه المبيعات وترجمت معظم الأغاني إلى البرتغالية والإيطالية، وفاز الألبوم بجائزة غرامي عن فئة (أفضل البوم بوب لاتيني).
- في عام 1997م ارتفع نجم إنريكي بإطلاقه ثاني ألبوماته Vivir باللغة الإسبانية أيضاً وهذا الألبوم قد وضعه مع كبار النجوم في ذلك الوقت من ناحية المبيعات، خاض إنريكي أول جولاته الفنية مع مشاهير النجوم مثل بروس سبرينغستين وإلتون جون حيث مرت الجولة في 16 دولة.
- في عام 1998م أصدر إنريكي ثالث ألبوماته (Cosas Del Amor)، أخذاً موسيقاه إلى مرحلة أكثر نضجاً من السابق ليواكب الاتجاه الشبابى في ذلك الوقت، وبالفعل نجح في جذب الكثير من الجماهير والمعجبين، وفي 1998م ترشح إلى جائزة جائزة الموسيقى الأمريكية عن فئة (أفضل فنان لاتيني) بالمنافسة مع أبيه ولكنه لم يفز بها وذهبت إلى والده. ولكن في السنة التالية فاز بنفس الجائزة عن نفس الفئة متغلباً على ريكي مارتن.
بعد هذا النجاح المنقطع النظير، وجه إنريكى نشاطه على اللغة الإنجليزية هذه المرة ليطلق أول أغانيه بالإنجليزية في مطلع عام 1999م Bailamos
نجحت هذه الأغنية نجاحا منقطع النظير بل تم استخدام أغنية في الفيلم الناجح 'برية الغرب المتوحش
لـ
ويل سميث
بعد هذا النجاح المنقطع النظير تهافتت عليه شركات الإنتاج وبعد أسبوع من المفاوضات تعاقد مع شركة إنترسكوب ريكوردز لإنتاج أول ألبوماته باللغة الإنجليزية Could I Have This Kiss Foreve Ft, Whitny Houstin -Be With You Sad Eyes cover of Springsteen You're My #1]]
كانت هذه الأغاني هي الأغاني المنفردة للألبوم والذي أطلق في أواخر عام 1999م Enrique 1999 والملاحظ هنا اتجاه إنريكى للعمل مع النجوم الكبار مثل ويتنى هيوستن مع العودة للقديم بإعادة إحيائه لأغنية Sad Eyes، وتحول تصنيف أغاني إنريكى من لاتينو إلى بوب، لجذب المزيد من الجماهير وهي السياسة التي جنى إنريكى ثمارها سريعا، وبعد إطلاق الألبوم قام إنريكى بالعديد من الجولات حول الولايات لتاكيد شعبيته
مع مطلع عام 2001م أطلق إنريكى رابع ألبوماته Escape واحدة من أعظم وأشهر أغانيه والذي احتوى على أغنية بطل وهي التي احتلت المركز الأول في كلا من بريطانيا وأيرلندا وألمانيا ثم أطلقEscape وهي الأغنية التي شاركته فيها حسناء التنس الروسية انا كورنيكوفا والتي ارتبط بها إنريكى لاحقا ثم أطلق بعدها Maybe ثم ختم مشوار عام 2001م بتعاونه مع لاينل ريتشي في أغنية To Love a Woman
وبعد هذا النجاح المنقطع النظير لهذا الألبوم قام إنريكى بجولة في 16 دولة مختلفة و40 مدينة في عام 2002م قرر إنريكى العودة للغناء بلغته القديمة وأطلق ألبوم(Quizas Perhaps)وقد حقق الألبوم نجاحا كبيرا خاصة في الولايات، على الرغم من أن جميع أغانيه كانت بالإسبانية
وإسم الألبوم نفسه Perhaps كان يرمز للعلاقة المتوترة ما بين إنريكى ووالده وقد احتل الألبوم المركز ال12 في الولايات من أصل 200 ألبوم، وهو أعلى مركز وصل له ألبوم يغنى بغير الإنجليزية وباع الألبوم في أول أسبوع مليوني نسخة، وقد حصل فيديو quisas على المركز الأول في [[MTV [[Popular show Total Request Live لأول مرة في التاريخ كأول فيديو بغير الإنجليزية يحصل على هذا اللقب، واختتم إنريكى عام 2002 بالحول على جائزة Latin Grammy Award for Best Pop Vocal Album
الفنون جنون، كان هذا هو عنوان حياة إنريكى في عام 2003م حيث أطلق سابع ألبوماته تحت عنوان Seven 7
وقد أطلقت مقولة الفنون جنون لأن معظم أغاني إنريكى مستوحاه من قصص ومواقف من حياته كما أنه شارك في كتابتها بنفسه، Roamer
هي الأغنية التي تتحدث عن مشوار إنريكى هو وأصدقائة المقربين في حياته الفنية حيث يحكى عن تضارب حياته في البداية وعدم تصديق أهله بأنه سوف يصبح مشهورا في يوم من الأيام، وقد شارك إنريكى المطربة كيليس في أغنية Not in Love بعد إطلاق هذا الألبوم قام إنريكى بأطول جولاته في حياته، والتي بدأت ب12 عرض في الولايات المتحدة ثم انطلف بعدها إلى الهند، المغرب، الإمارات، أستراليا، مصر، روسيا، سنغافورة، اليابان، أوروبا وأنهى الجولة في جنوب أفريقيا.
بعد عام 2003م تخلل نشاط إنريكى فترة راحة، حيث استغل هذه الفترة في الاستجمام والظهور في المقابلات التليفزيونية مثل أوبرا وينفري بل إنه قد فاجأ إحدى المعجبات به في منزلها وقضى معها يوما كاملا وقام أيضا بالظهور في برنامج النجم الأرجنتينى دييجو ماردونا في التلفزيون الأرجنتينى
في 15 مايو أطلق إنريكى أول أغانيه المنفردة من ألبومه الجديد وكانت Do You Know وهي التي أطلقت ك ساوند تراك للحلقة الأولى من الموسم الثالث المسلسل التلفزيونى الشهير Rob and Big.
- وفي 12 يونيو 2007 أطلق إنريكى ثامن ألبوماته تحت عنوان Insomniac وهو عنوان غريب جدا بالنسبة الألبوم غنائي ولكن إنريكى فسر هذا العنوان حيث أن معظم أغانيه كان يتم تسجيلها أثناء الليل وكان هذا الألبوم فريد من نوعه وذلك لاحتوائه وللمرة الأولى على أكثر من مزيج موسيقى وتتصنيف مختلف تماما عن تصنيف إنريكى الأصلي كمطرب بوب ولاتينو حيث احتوى هذا الألبوم على تعاون بينه وبين نجم الهيب هوب المشهور Lil Wayne في أغنية Push كما أنه احتوى على أغنية Tired of Being Sorry وهي التي تنسب في الأصل لفريق Ringside كما اندرجت بقية الأغاني في الألبوم تحت تصنيفى البوب واللاتينو بوب، ليثبت جدارته في أكثر من مزيج موسيقى مختلف وليثبت نجاحا منقطع النظير وبعد إطلاق هذا الألبوم الناجح استعد انريكى لجولة عالمية بدأت من جوهانسبرغ في جنوب أفريقيا مرورا بأوروبا وانتهت في الولايات المتحدة
- في 29 يونيو 2008 أطلق إنريكى أغنية جديدة تحت عنوان Can You Hear Meوالتي أصبحت الأغنية الرسمية لبطولة أمم أوروبا لكرة القدم 2008ووغناها في النهائي الكبير الذي وقع بين ألمانيا وإسبانيا وهي المرة الثانية التي يغنى فيها إنريكى في نهائي البطولة الأوروبية، والغريب ان النهائي كان بين نفس الفريقين !!!!
- في 25 مارس أطلق انريكى البوم Spanish Greatest Hits - 95/08 Exitos وهو الألبوم الذي احتوى على أعظم ما غناه باللغة الأسبانية حصل الألبوم على المركز الأول في تصنيف الأغاني اللاتينو كما حصل على جائزتين بلاتنيوم في الولايت المتحدة وكان آخر ظهور جماهيرى لإنريكى في حدث كبير في حفلة
Latin Music Awards حيث أنه تم تكريمه في تلك الحفلة بجائزة خاصة، وغنى إنريكى في حفل الافتتاح
- في 5 تموز، 2010، أصدر إيغليسياس ألبوماته الإستوديو التاسع والعاشر، والنشوة،نشوة وعمله الأول الذي صدر تحت تسمية جديدة له، جمهورية العالمي. الألبوم هو ألبوم إيغليسياس لغتين الأولى مع سبعة أغاني الإنكليزي الأصلي وستة من الأغاني الإسبانية الأصلية وقد فاز الألبوم بيلبورد جائزة الموسيقى للألبوم اللاتينية الأعلى، لوحة اللاتينية جائزة ألبوم اللاتينية للعام وألبوم البوب اللاتينية في السنة وورشح لجائزة جرامي اللاتينية عن الألبوم من السنة.
إنريكى إجليسياس ينفذ على خشبة المسرح خلال لايف تي في ساحة أوروبا جورجيا في 2 أغسطس، 2011 في باتومي، جورجيا.وقدعمل إيغليسياس مع ثلاثة (أربعة في الواقع ولكن لم يذكر أحد) الذي كان من المنتجون قد عمل معهم من قبل؛ إعادة استراتجيته، ومارك تايلور وPaucer كارلوس. ويضم هذا الألبوم تعاون مع Akon، Lil Wayne، نيكول شيرزينغر، وداكريس، بيتبول، وخوان لويس غيرا، والثالث له دويتو مع Wisin & Yandel. سيكون في مشروع مشترك مع لاتيني العالمي إيغليسياس الإفراج الفردي مختلفة في كل من اللغات في نفس الوقت إلى أشكال مختلفة.
وصدر أولاأاغنية بلانجليزية من الألبوم، I Like It، الذي شاركه بيتبول مغني الراب، يوم 3 مايو، 2010 في الولايات المتحدة، وأصبح النجاح، والوصول إلى رقم 4 على اللوحة الساخن من 100. Enamoro«كما أطلق أغنية الإسبانية من الألبوم. لأول مرة في الأغنية رقم 8 ورقم 25 على أغاني البوب الأميركية اللاتينية والولايات المتحدة أغاني اللاتينية، على التوالي. أصبحت أغنيته 25 أعلى 10 واحد على اللوحة من أقوى أغاني الأمريكية اللاتينية وبعد 4 أسابيع من تاريخ صدوره أصبح أغنيته No Me Digas Que No على هذا المخطط. اعتبارا من أول يناير 2011 » "Tonight]] (I'm Lovin' You]])" اقتحم أعلى 10 على الرسم البياني لوحة الوصول رقم 4. صدر الأغنية فقط للتحميل الرقمي في الولايات المتحدة وإن كانت واردة على بعض طبعات «نشوة»في أوروبا وبعض المناطق الآسيوية. وقد أصبحت الأغنية لأول مرة # 1 على أغاني البوب الأميركية صدر الإصدار ريميكس "Dirty Dancer"، وأصبح يلعب ميلاده التاسع نادي الرقص المخطط ممتاز يجعله الذكر مع معظم رقم واحد في الفردي الرقص. تعادل مع الأمير ومايكل جاكسون. «آير» بمثابة البوم واحد السابع. اتخذت الغبطة جولة له في جميع أنحاء الولايات المتحدة وبريطانيا وكندا وأوروبا. وسوف الثانية التي زار خلالها أستراليا وتشمل المحطة ستشمل زملائه الفنانين Pitbull رويس والأمير، وسيتم في جميع أنحاء أمريكا الشمالية.
- في عام 2011، بدأ إغليسياس وضع اللمسات الأخيرة على إنتاج امتدادا إلى النشوة، في آب 2011، أصدرالأغنية الجديدة، "I Like How It Feels"، مع بيتبول. واحد حققت ضعف الأداء التجاري، مما أدى الأغنية الثانية، "Mouth to Mouth"، مع جنيفر لوبيز،
- في 25 أغسطس 2012، كشف إغليسياس عن أغنيته الجديدة تحت عنوان، "Finally Found You" ، وبالتعاون مع مغني الراب الأميركي سامي آدامز وأطلق سراح الأغنية في المملكة المتحدة في 9 ديسمبر 2012.
في 31 مايو 2013 إغليسياس يؤدونها في مهرجان موازين في الرباط، المغرب. حطم المعرض في سجل الحضور بأعلى ديها أكثر من 120,000 المشجعين لمشاهدة الحفل جمع كل الذي يعتبر أعلى اعتبارا من بعد. [ 30 ]
- في 22 يونيو 2013 أطلق أغنيته الجديدة تحت عنوان "Turn The Night Up" :

## جديد إنريكي 2013
قال إنريكي مؤخرا لجمهوره في تويتر وفيسبوك أنه يعمل على ألبومه الجديد ، وأكد إنريكي أنه يعمل بالفعل مع مارك تايلور (منتج)، وCataracs، 'روما راميريز' و'مارتي جيمس' لألبومه الجديد. في الآونة الأخيرة يستعد لتسجيل أغاني جديدة بتعاون مع "Sia Furler","Pitbull","Christina Aguilera" في الأستوديو...
يوم 29 يونيو، 2013 أكد جمهورية السجلات التي يتم بعنوان أول واحد انريكي من ألبومه القادم «ارفع ليلة». يتم تعيين واحد لاطلاق سراح في منتصف يوليو تموز. أصدرت ايغليسياس فيديو خاص جميع الذي ظهرت الصور ومقاطع الفيديو التي المشجعين يشعرون في، والمراوح يمكن جعل aussi النسخة الخاصة بهم باستخدام وسائل الإعلام من الشخصية الفيسبوك ألبومات. كانت الأغنية ستصدر الولايات المتحدة أعلى 40 الإذاعة في 22 يوليو 2013 . [ 31 ] وفي 18 يوليو 2013 تم الرفع إغليسياس تغطية فن واحد على موقعه الرسمي. [ 32 ]
في 24 أغسطس 2013 ، «مجنون» وقد أفرج عنه في أي تيونز بوصفها واحدة الأسبانية الرصاص من ألبومه القادم. المسار bachata سلس يتميز غناء من المناطق الحضرية bachata نجم روميو سانتوس. [ 33] واحد صدر في جميع أنحاء العالم في 26 أغسطس 2013 . لأول مرة فيديو الموسيقى الرسمية في نفس اليوم. صدر لوحة على المادة التي تنص aussi ستشمل الألبوم الجديد التعاون مع اللاتينية نجوم ماركو أنطونيو سوليس وبيتبول، بالإضافة إلى روميو سانتوس. ومن المقرر أن الألبوم سيصدر في وقت ما في يناير كانون الثاني عام 2014. [ 34 ]
في 17 سبتمبر، 2013 Y100 لعبت راديو ثالث واحد من انريكي المقبلة ألبومه الاستوديو بلغتين. وتحت عنوان واحد بالنوبات القلبية ويتم تعيين لاطلاق سراح في أكتوبر 2013. [ 35 ] وقد أثر ذلك بصورة رسميا الأعلى راديو 40/Mainstream في الولايات المتحدة في 1 أكتوبر 2013 . وإتاحتها للشراء كتحميل رقمي في 8 أكتوبر، 2013. [ 36]
إنريكي وماركو أنطونيو سوليس سجلت مؤخرا أغنية بعنوان معا ش Perdedor ، وسوف تكون جميع الذي موضوعا فتح باب المكسيكي Telenova لو كيو لافيدا عني روبو. وهذه هي المرة الثالثة التي الأغنية هي facultatifs موضوع افتتاح السنة انريكي من Telenova الفعالة Nunca تي olvidare وكواندو عني Enamoro . الأغنية سيتم بثه على 28 أكتوبر 2013 ، وسوف شغل منصب واحد الإسبانية و4 واحد العام 2 من استوديو الألبوم القادم انريكي في عام 2014 .

## الحياة الشخصية
بدأ إنريكي يواعد لاعبة التنس السابقة آنا كورنيكوفا في أواخر عام 2001م، في يونيو، 2008م وقد قال إنريكي في مقابلة مع مجلة (Daily Star) بأنة قد تزوج كورنيكوفا في السنة السابقة وبأنهما حالياً منفصلان، وفي مقابلة مع غراهام نورتون في عام 2010م أكدت كورنيكوفا بأنها وإنريكيه كانوا معا لأكثر من 16 سنة ولكن ليس لديهم خطط للزواج في المستقبل القريب. , وقد استقبل الثنائي توأمها (نيكولاس ولوسي) في شهر ديسمبر 2017 . لدى إنريكي شقيقين هما (شابيلي إغليسياس) و (خوليو إغليسياس الابن).و
في سنة 2003 خضع إنريكي لعملية جراحية من أجل إزالة بقعة (شامة) دائرية الشكل من خده الأيمن، بسبب احتمالية أن تتحول هذه الشامة بمرور الوقت إلى مرض سرطاني.

## الجوائز والترشيحات
يعد إنريكي إغليسياس واحد من الفنانين اللاتينية الأكثر شهرة في التاريخ وقد فاز بعشرات الجوائز خلال مسيرته الفنية وهنا بعض أهم الجوائز التي فاز بها:
- فاز بـ 16 Billboard Music Awards و23 جائزة بيلبورد للموسيقى اللاتينية.
- سبق له الفوز بـ 5 من جوائز الموسيقى الأمريكية.
- فاز بجائزة غرامي وغرامي اللاتينية.
- حصل على جائزة الفنان الإسباني الأكثر نجاحا في العقد (أفضل فنان إسباني في العقد) خلال توزيع جوائز Premios Ondas في 2002.
- 7 جوائز World Music Awards.
- فاز بجائزة جوائز الموسيقى الأوروبية MTV في سنة 2010.

## ألبومات أستوديو
- Enrique Iglesias

تاريخ الإصدار (21 نوفمبر 1995)
- Vivir

تاريخ الإصدار (28 يناير 1997)
- Cosas del Amor

تاريخ الإصدار (22 سبتمبر 1998)
- Enrique

تاريخ الإصدار (23 نوفمبر 1999)
- Escape

تاريخ الإصدار (30 أكتوبر 2001)
- Quizás

تاريخ الإصدار (17 سبتمبر 2002)
- 7

تاريخ الإصدار (25 نوفمبر 2003)
- Insomniac

تاريخ الإصدار (12 يونيو 2007)
- Euphoria

تاريخ الإصدار (2 يوليو 2010)
- Euphoria Reloaded

تاريخ الإصدار (2012(

## الأغاني
- Si Tú Te Vas - 1995
- Experiencia Religiosa - 1996
- 1997 - Enamorado Por Primera Vez - Sólo En Ti
- 1999 - Bailamos
- 1999 - Rhythm Divine
- 2000 - Be with You
- 2000 - Could I Have This Kiss Forever
- 2000 - Sad Eyes
- 2001 - Hero
- 2002 - Escape
- 2002 - Don't Turn Off the Lights
- 2002 - Love to See You Cry
- 2002 - Maybe
- 2002 - Mentiroso
- 2003 - Quizás
- 2003 - Para Qué La Vida
- 2003 - "Lionel Richie featuring Enrique Iglesias "To Love a Woman
- 2003 - Addicted
- 2003 - Ring My Bells
- 2004 - 'Not in Love 'Radio Remix
- 2007 - "Do You Know"? "The Ping Pong Song"
- 2007 - Baby Hold On
- 2007 - Somebody's Me
- 2007 - Tired of Being Sorry
- 2008 - 'Push - 'featuring Lil Wayne
- 2008 - Can You Hear Me
- 2008 - You Are My Number One
- 2008 - 'Away - 'featuring Sean Garrett
- 2008 - ¿Dónde Están Corazón?
- 2008 - 'Lloro Por Tí 'ft.Wisin & Yandel
- 2009 - 'featuring Ciara 'Takin Back My Love
- 2009 - Gracias a Tí - Remix
- 2010 - We Are the World 25 for Haiti
- 2010 - Everything's Gonna Be Alright
- 2010 - 'One Day At A Time 'Ft.Akon
- 2010 - "featuring Juan Luis "Guerra Cuando Me Enamoro
- 2010 - 'I Like It - 'featuring Pitbull
- 2010 - featuring Nicole Scherzinger" Heartbeat"
- 2010 - 'No Me Digas Que No 'ft.Wisin & Yandel
- 2010 - Coming Home
- 2010 - ?Why Not Me
- 2010 - "Tonight "I'm Lovin' You" "featuring Ludacris
- 2011 - " ft. lil Wayne - Dirty Dancer "with Usher
- 2011 - Ayer
- 2011 - 'featuring Pitbull 'I Like How It Feels
- 2011 - 'Naked - 'Dev featuring Enrique Iglesias
- 2012 - 'Finally Found You' - 'featuring Sammy Adams'
- 2013 - Turn The Night Up'
- 2013 - (feat. Romeo Santos (Loco
- 2013 - Heart Attack
- 2014 - freak
- 2014 - sex and love
- 2014 - Bilando
- You wanna dance - 2014
- 2015 - El Perdón
- 2017 - Subeme La Radio ft descemer beuno
- 2018 - El Baño
- 2018 -move to miami

## وصلات خارجية
- إنريكيه إغليسياس على موقع IMDb (الإنجليزية)
- إنريكيه إغليسياس على موقع روتن توميتوز (الإنجليزية)
- إنريكيه إغليسياس على موقع ألو سيني (الفرنسية)
- إنريكيه إغليسياس على موقع ميوزك برينز (الإنجليزية)
- إنريكيه إغليسياس على موقع رولينغ ستون (الإنجليزية)
- إنريكيه إغليسياس على موقع تيرنر كلاسيك موفيز (الإنجليزية)
- إنريكيه إغليسياس على موقع أول موفي (الإنجليزية)
- إنريكيه إغليسياس على موقع قاعدة بيانات الأفلام السويدية (السويدية)
- إنريكيه إغليسياس على موقع إن إن دي بي (الإنجليزية)
- إنريكيه إغليسياس على موقع أول ميوزيك (الإنجليزية)
- الموقع الرسمي لـ إنريكيه إغليسياس
- إنريكيه إغليسياس على موقع imdb